# Palpomyia luteiventris
Palpomyia luteiventris är en tvåvingeart som beskrevs av Santos Abreu 1918. Palpomyia luteiventris ingår i släktet Palpomyia och familjen svidknott.
Artens utbredningsområde är Kanarieöarna. Inga underarter finns listade i Catalogue of Life.